# Livro do Êxodo

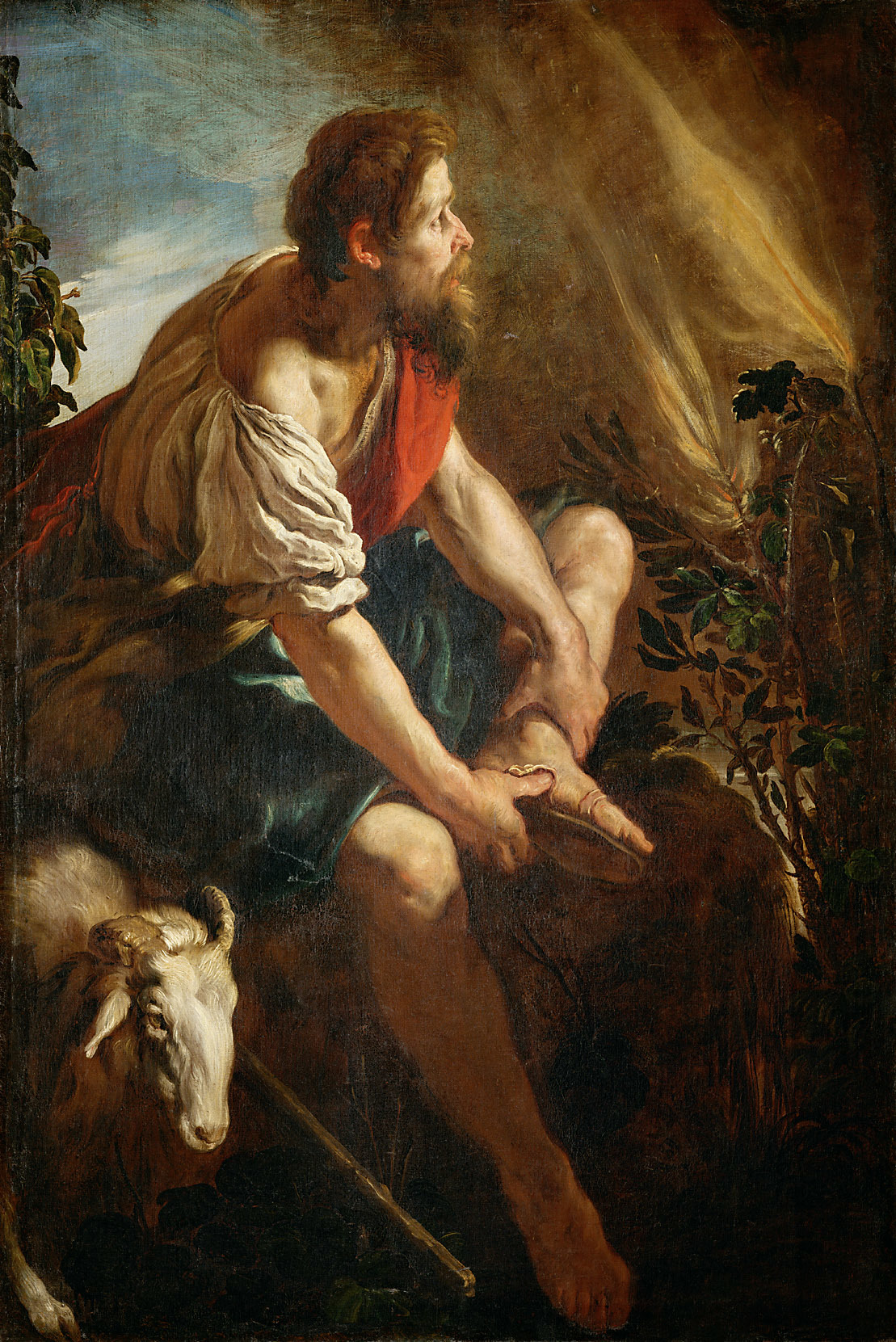
Moisés e a sarça ardente.
1613-4. Por Domenico Fetti, atualmente no Museu de História da Arte em Viena, Áustria.

Livro do Êxodo ou simplesmente Êxodo (do em grego clássico: ἔξοδος, éxodos, "saída" ou "partida"; em hebraico:  שְׁמוֹת, Shəmōṯ, "nomes", a segunda palavra do começo do texto: "Ora estes são os nomes dos filhos de Israel, que entraram no Egito") é o segundo livro da Torá (vem logo depois de Gênesis) e o segundo da Bíblia hebraica (o Antigo Testamento dos cristãos).
Ele conta a história do Êxodo, ou seja, de como os israelitas deixaram para trás a escravidão no Egito por sua fé em Yah, que escolheu Israel como seu povo. Liderados por seu profeta, Moisés, eles viajaram pelo deserto até o monte Sinai, onde Javé lhes promete a terra de Canaã (a "Terra Prometida") como recompensa por sua fidelidade. Os israelitas passam a fazer parte da aliança com Javé, que lhes fornece suas leis e instruções para a construção do Tabernáculo. Segundo o relato, Yah então desceu do céu e habitou com eles, liderando o povo na guerra santa para conquistar a terra e conseguir a paz.
Tradicionalmente atribuído ao próprio Moisés, os estudiosos modernos entendem que o livro foi, inicialmente, produzido no cativeiro da Babilônia (século VI a.C.) tendo como base tradições escritas e orais mais antigas com revisões finais no período pós-exílio (século V a.C.). Alguns estudiosos defendem que este é o mais importante livro do Antigo Testamento, pois ele define as principais características da identidade de Israel: a memória de um passado marcado por dificuldades e pela fuga, uma aliança com Deus, que escolheu Israel, e o estabelecimento de uma vida comunitária e as leis necessárias para mantê-la.

## Estrutura
Não há consenso unânime entre os estudiosos sobre a estrutura do Êxodo. Uma forte possibilidade é que a obra seja um díptico (ou seja, uma obra em duas partes), com a divisão entre as partes 1 e 2 na travessia do Mar Vermelho ou no começo da teofania ("aparição de Deus") no capítulo 19. Segundo esta tese, a primeira parte conta como Javé resgatou seu povo do Egito e o levou pelo deserto até o monte Sinai (capítulos 1 a 19) e a segunda, a aliança entre Javé e o povo (capítulos 20–40).

## Sumário

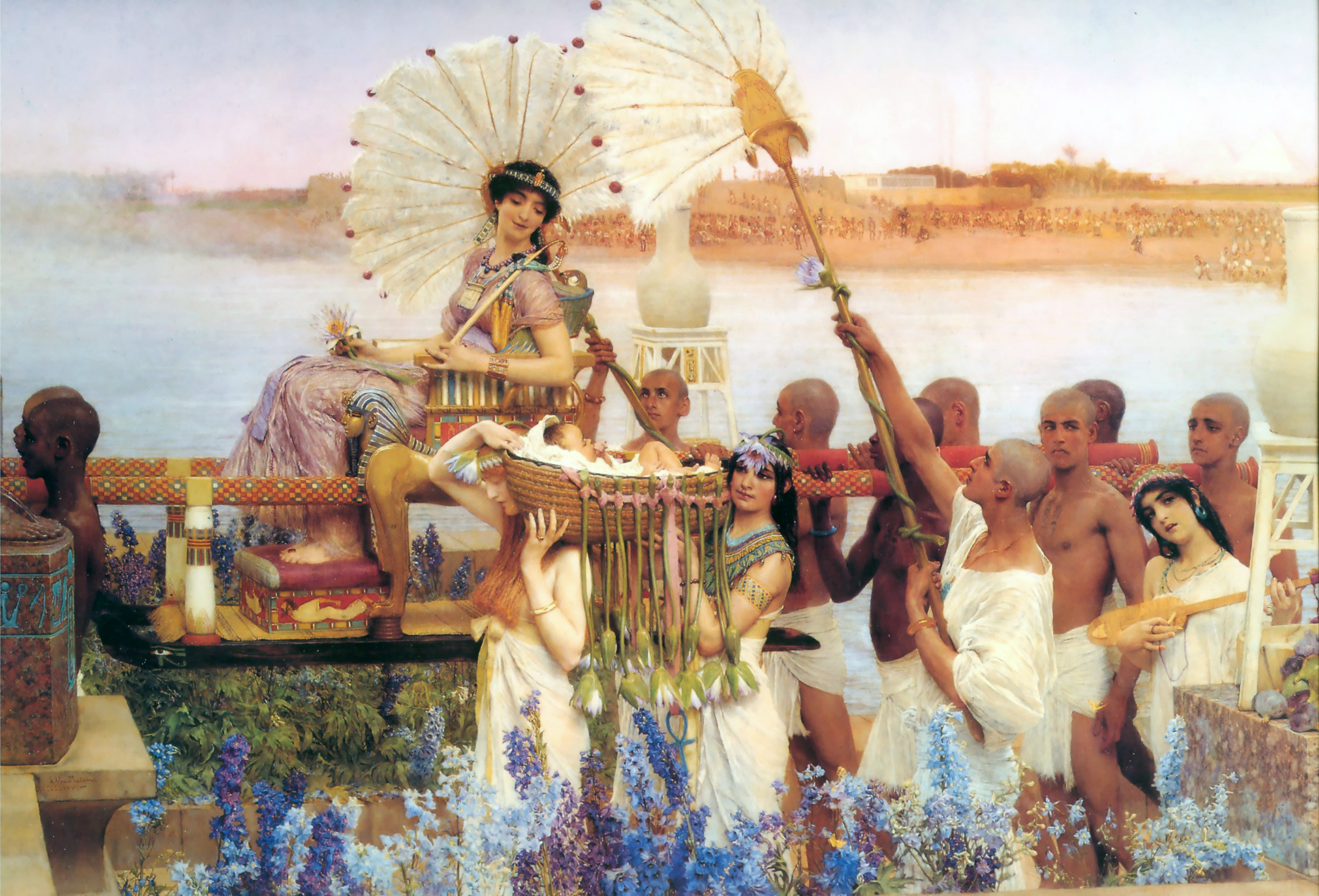
Descoberta de Moisés.
1904. Por Lawrence Alma-Tadema, em coleção particular.

Os filhos de Jacó e suas famílias se juntam ao irmão deles, José, no Egito. Uma vez lá, os israelitas começam a se multiplicar. Muitas gerações depois, o faraó, temendo uma traição por parte dos israelitas, ordena que todos os recém-nascidos fossem atirados no Nilo. Uma levita (identificada em outra parte como sendo Joquebede) salva seu bebê lançando-o num cesto de vime pelo Nilo. A filha do faraó (chamada Bitias em I Crônicas 4:18) encontra a criança, a chama de Moisés e a cria como se fosse dela. Mas Moisés sabe de sua origem e, um dia, já adulto, assassina um capataz egípcio que está surrando um escravo hebreu e foge para Midiã. Lá ele se casa com Zípora, a filha do sacerdote midianita Jetro, e se encontra com Deus numa sarça ardente. Moisés pergunta o nome de Deus, que responde: "Eu Sou o Que Sou". Deus pede a Moisés que retorne ao Egito e leve os hebreus até Canaã, a terra prometida a Abraão.
Moisés retorna ao Egito e não consegue convencer o faraó a libertar os israelitas. Deus então inflige aos egípcios dez terríveis pragas (as "Pragas do Egito"), incluindo um rio de sangue, uma infestação de rãs e a morte dos primogênitos. Moisés lidera os israelitas depois de uma perseguição do faraó, que renega seu consentimento obtido à força, através do Mar Vermelho. O deserto se mostra difícil e os israelitas reclamam, lembrando da vida no Egito, mas Deus lhes fornece, milagrosamente, água e o maná. Os israelitas chegam então na montanha de Deus, onde Moisés recebe a visita de Jetro, seu sogro, por sugestão do qual ele nomeia juízes para governar Israel. Deus então pergunta se os israelitas concordam em ser seu povo e, depois de aceitar, o povo se reúne no sopé da montanha. Com trovoadas e relâmpagos, fogo e nuvens de fumaça, ao som de trombetas e rugidos na montanha, Deus aparece no pico e o povo ouve a "voz de Deus", que ordena que Moisés suba ao topo. Deus então lhe dita os Dez Mandamentos com todo o povo ouvindo. Moisés escala a montanha e aparece diante de Deus, que lhe dita o "Código da Aliança" (um detalhado código de direito civil e ritual) e lhe promete Canaã se ele for obedecido. Moisés desce a montanha e escreve as palavras de Deus e o povo concorda em obedecê-las. Deus chama Moisés de volta para a montanha e ele lá permanece por 40 dias e 40 noites. No final deste período, Moisés desce com as "Tábuas da Lei", o decálogo gravado em dois tabletes de pedra escrito pelo "dedo de Deus" (Êxodo 31:18; Deuteronômio 9:10–9).
Deus deu instruções a Moisés sobre como deveria ser construído o "tabernáculo", uma tenda na qual Deus habitaria permanentemente entre seu povo escolhido, além de instruções sobre as vestes sacerdotais, o altar e os vasos sagrados, o procedimento para a ordenação dos sacerdotes e os sacrifícios diários que deveriam ser oferecidos. Aarão é nomeado sumo-sacerdote hereditário.
Enquanto Moisés está com Deus, Aarão fabrica um bezerro de ouro, que o povo passa a venerar. Deus informa Moisés da apostasia do povo e ameaça matá-los todos, mas cede aos apelos de misericórdia de Moisés, que desce a montanha, despedaça os tabletes e ordena que os levitas massacrem os infiéis. Deus ordena que Moisés suba a montanha novamente e refaça dois novos tabletes. Em seguida ele desce, desta vez com a face "transformada", o que o obriga a cobrir o rosto com véu daí em diante. Ele reúne o povo e repete os mandamentos recebidos de Deus, incluindo a guarda do sabá e a construção do tabernáculo. A partir daí, Deus passa a habitar entre o povo no tabernáculo e viaja o tempo inteiro com eles.

### Seções segundo as porções semanais da Torá no judaísmo
As subdivisões são as seguintes:
- Shemot, sobre Êxodo 1–5: aflição no Egito, Moisés é encontrado, o faraó;
- Va'eira, sobre Êxodo 6–9: pragas 1 a 7;
- Bo, sobre Êxodo 10–13: últimas pragas, primeira Páscoa;
- Beshalach, sobre Êxodo 13–17: travessia do mar Vermelho, água, maná, Amaleque;
- Yitro, sobre Êxodo 18–20: conselho de Jetro, os Dez Mandamentos;
- Mishpatim, sobre Êxodo 21–24: o Código da Aliança;
- Terumah, sobre Êxodo 25–27: instruções de Deus sobre o Tabernáculo e sua decoração;
- Tetsavé, sobre Êxodo 27–30: instruções de Deus sobre os primeiros sacerdotes;
- Ki Tissa, sobre Êxodo 30–34: censo, óleo de unção, bezerro de ouro, tabletes de pedra, Moisés radiante;
- Vayakhel, sobre Êxodo 35–38: israelitas recebem presentes, constroem e decoram o Tabernáculo;
- Pekudei, sobre Êxodo 38–40: o Tabernáculo está pronto e recebe Deus.

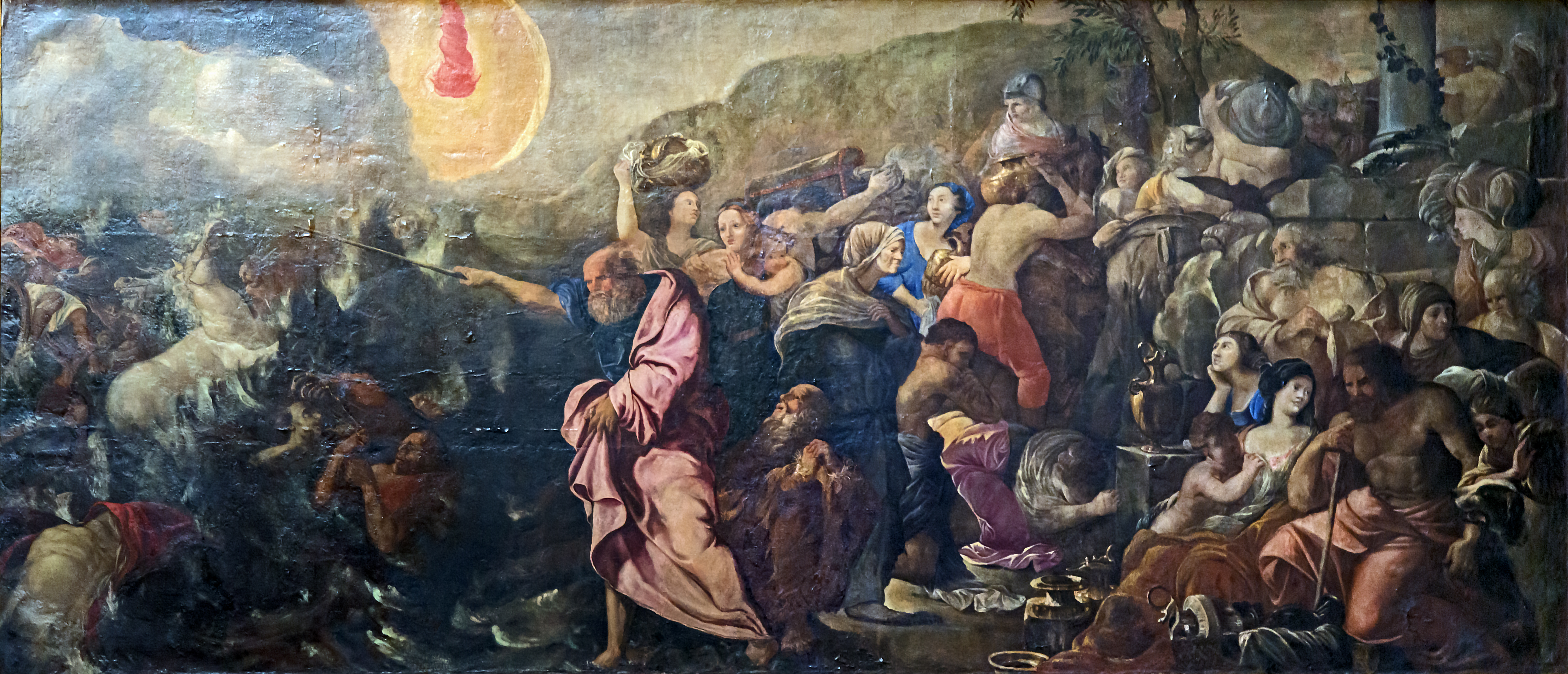
Travessia do mar Vermelho
Afresco na Catedral de Toulouse, França.

## Composição

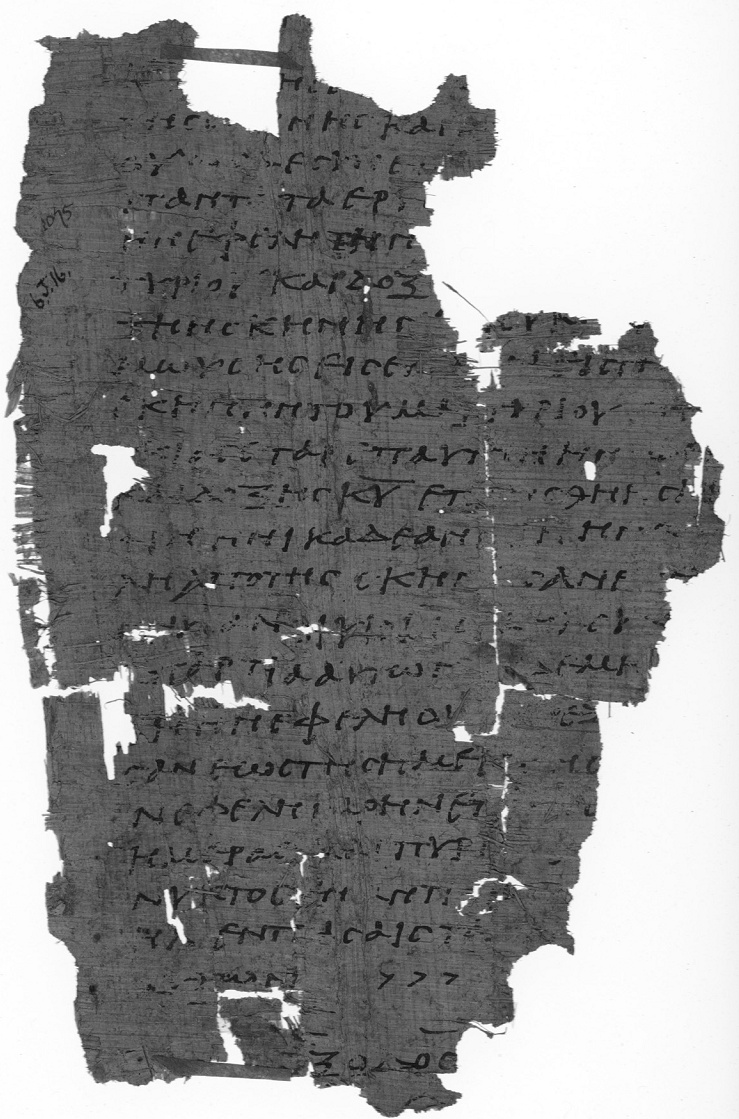
P.Oxy 1075 (séc. III-IV), com Êxodo 40.

### Autoria
A tradição judaica e cristã defende Moisés como autor do Êxodo (e de todo o Pentateuco), mas, já no final do século XIX, a crescente percepção acadêmica de discrepâncias, inconsistências, repetições e outras características do Pentauco levou os estudiosos a abandonarem essa ideia. Em datas aproximadas, o processo que resultou no Êxodo e no Pentateuco provavelmente começou por volta de 600 a.C., quando tradições escritas e orais mais antigas foram colecionadas em livros similares aos conhecidos atualmente e a forma final foi estabelecida por volta de 400 a.C. É claro que a estrutura principal da narrativa já era conhecida muito antes do século VII, nas alusões ao Êxodo e à viagem pelo deserto contida nas profecias de Amós e Oseias um século antes .

### Gênero e fontes
A história do Êxodo é o mito fundador de Israel, recontando como os israelitas foram libertados da escravidão por Yah e entraram numa aliança com Ele através da aliança de Moisés. O livro não deve ser tratado como uma narrativa histórica no sentido moderno, pois isto exigiria uma avaliação crítica das fontes e não aceitaria que Deus fosse a causa dos eventos; no Êxodo, tudo é obra de Deus, que frequentemente aparece pessoalmente, e o cenário histórico é vagamente mencionado. O objetivo do livro não é o relato do que realmente aconteceu e sim o reflexo da experiência histórica da comunidade exilada na Babilônia e, depois, em Jerusalém, que enfrentava o cativeiro no estrangeiro e precisava chegar a um bom termo em sua compreensão de Deus.
Embora os elementos míticos não sejam tão proeminentes no Êxodo como são no Gênesis, lendas antigas influenciaram o conteúdo do livro. Como exemplo, a história da salvação do bebê Moisés no Nilo é baseada numa lenda mais antiga sobre Sargão da Acádia. A história da travessia do mar Vermelho é reminiscente do mito fundador mesopotâmico. De forma similar, o Código da Aliança (o código legal em Êxodo 20:22 até Êxodo 23:33) tem similaridades, tanto no conteúdo e estrutura, com o Código de Hamurabi. Estas influências servem para reforçar a conclusão de que o Livro do Êxodo se originou na comunidade judaica babilônica no século VI a.C., mas nem todas as fontes são mesopotâmicas: a história da fuga de Moisés para Midiã depois do assassinato do capataz pode ter sido baseada na "História de Sinué" egípcia.

### Hipótese documental
A maioria dos estudiosos bíblicos modernos acredita que a Torá (os cinco primeiros livros do Antigo Testamento) chegou à sua forma presente no período pós-exílio (depois de 520 a.C.), quando tradições mais antigas, orais e escritas, "detalhes geográficos e demográficos contemporâneos, mas, ainda mais importante, as realidades políticas da época" foram levados em consideração. Os cinco livros são geralmente descritos na hipótese documental como se baseando em quatro "fontes" (entendidas como escolas literárias e não indivíduos): a javista e a eloista (frequentemente entendidas como uma única fonte), a fonte sacerdotal e a deuteronomista. Ainda há discussões sobre a origem das fontes não sacerdotais, porém a tese majoritária é a de que são posteriores ao exílio;
- Gênesis: composto principalmente de material sacerdotal e não sacerdotal;[18]
- Êxodo: uma antologia baseada em fontes de quase todos os períodos da história de Israel;[20]
- Levítico: inteiramente sacerdotal e do período do exílio ou posterior;[21]
- Números: uma edição sacerdotal de um original não sacerdotal;[22]
- Deuteronômio: originalmente um conjunto de leis religiosas. Foi ampliado no início do século VI para servir de introdução para a história deuteromística (os livros de Josué e Reis) e, posteriormente, foi separado desta história, ampliado e editado novamente e anexado à Torá.[23]

## Temas

### Salvação
Estudiosos bíblicos descrevem a história do Êxodo como uma "história de salvação", ou seja, uma história das ações salvíficas de Deus que dão identidade a Israel — a promessa de uma linhagem e de terras aos ancestrais (Abraão), a fuga do Egito, as andanças pelo deserto, a revelação de Deus no monte Sinai e a esperança de um futuro na Terra Prometida.

### Teofania
Teofania é uma manifestação (aparição) de um deus. No caso da Bíblia, a aparição de Yah, o Deus de Israel, acompanhado por tempestades, tremores de terra, fumaça, trovões e relâmpagos. Na narrativa do Êxodo, a teofania começa no "terceiro dia" a partir da chegada do povo ao monte Sinai, no capítulo 19.
Na segunda metade do Êxodo, a teofania se torna permanente através do Tabernáculo e Deus passa a habitar entre seu povo. A importância disto é tanta que a maior parte dos capítulos do livro (25 a 31 e 35 a 40) é gasta descrevendo os planos para o Tabernáculo e revela a importância que ele teve na percepção do judaísmo do Segundo Templo: o Tabernáculo é o local onde Deus está fisicamente presente e onde, através dos sacerdotes, os israelitas podem literalmente estar junto d'Ele.

### Aliança
O coração do Êxodo é a Aliança de Moisés. Uma aliança é um documento legal que obriga ambas as partes a certos deveres recíprocos e há vários exemplos na Bíblia. Em cada caso há pelo menos alguns elementos encontrados nos tratados reais comuns no Oriente Médio na época: um preâmbulo, um prólogo histórico, estipulações (cláusulas), deposição e leitura, lista de testemunhas, bençãos e ameaças e a ratificação final através do sacrifício de um animal. As alianças bíblicas, diferentemente das alianças orientais em geral, são entre o Deus criador, Yah, e um povo, Israel, e não entre um monarca poderoso e um vassalo mais fraco.

### Escolha de Israel

Monte Sinai

Israel é escolhido para a salvação pois os "filhos de Israel" são os "primogênitos" do Deus de Israel, descendentes através de Sem e Abraão até a linhagem escolhida de Jacó, cujo nome foi alterado para Israel. O objetivo do plano divino, revelado no Êxodo, é um retorno ao estado da humanidade no Jardim do Éden para que Deus possa habitar com os israelitas — como Ele havia habitado com Adão e Eva — através da Arca e do Tabernáculo, que juntos são um modelo do universo. Nas religiões abraâmicas posteriores, a escolha veio a ser interpretada como Israel sendo guardião do plano de Deus para os homens de trazer "a benção da criação de Deus para os homens" iniciado com Adão.

## Arqueologia
Enquanto alguns arqueólogos deixam aberta a possibilidade de ter havido uma tribo semítica oriunda da escravidão no Egito e de que uma figura como a de Moisés tenha realmente existido no século XIII a.C., rejeita-se a possibilidade de que o Êxodo tenha acontecido conforme descrito na Bíblia. Mais de um século de pesquisa arqueológica não descobriu nada que pudesse comprovar os elementos narrativos do livro do Êxodo —  os quatro séculos de estada no Egito, a fuga de bem mais de um milhão de israelitas do Delta ou os três meses de jornada através do deserto até o Sinai. Os registros egípcios não fazem qualquer menção aos fatos relatados no Êxodo, a região sul da península do Sinal não mostra traços de uma migração em massa como descrita no Êxodo e virtualmente todos os nomes mencionados, incluindo Goshen (a região do Egito onde os israelitas supostamente viveram), as cidades-armazém de Pitom e Ramessés, o local onde teria acontecido a passagem pelo Mar Vermelho (ou Mar dos Juncos) e o próprio monte Sinai não puderam ser claramente identificados. Acadêmicos que defendem a historicidade do Êxodo concedem que o máximo que as evidências podem sugerir é que o relato é plausível. Tem se tornado cada vez mais claro que a idade do ferro israelense —  os reinos de Judá e Israel —  tem suas origens em Canaã e não no Egito. A cultura dos assentamentos israelitas mais antigos é Canaanita, seus objetos de culto são os mesmos do deus canaanita El, o trabalho da cerâmica reflete as tradições canaanitas locais e o alfabeto usado é o canaanita antigo. Praticamente a única distinção entre as cidades israelitas das áreas canaanitas é a ausência de ossos de porco, embora permaneça assunto de disputa se este aspecto pode ser usado como um marcador étnico ou é devido a outros fatores.